# Christopher Lloyd (sceneggiatore)
Christopher Lloyd (Waterbury, 18 giugno 1960) è uno sceneggiatore e produttore televisivo statunitense.

## Carriera
Ha iniziato il suo lavoro di sceneggiatore con le prime 4 stagioni di Cuori senza età (The Golden Girls). Ha poi scritto e prodotto insieme al suo team di collaboratori serie di enorme successo come Frasier, spin off di Cin cin (Cheers) e Modern Family; per Frasier è stato anche co-produttore esecutivo dal 1993 al 1994 e produttore esecutivo dal 1994 al 2000 e dal 2003 al 2004.
Negli Stati Uniti è anche noto per sceneggiature e produzioni come Wings e Back to You, il cui protagonista è Kelsey Grammer, già protagonista di Frasier e co-protagonista in Cin cin. Ha riutilizzato spesso attori che ha già conosciuto nei suoi lavori: per esempio, l'attrice Shelley Long (che interpretò la divertente e nevrotica cameriera Diane Chambers in Cin Cin) è tornata spesso sia in Frasier sia in Modern Family, dove ha interpretato la madre dei protagonisti. Nel corso della sua carriera, Lloyd ha ricevuto numerosi premi e candidature ai più prestigiosi riconoscimenti del settore, tra cui gli Emmy Awards (di cui ne ha vinti 9).

## Vita personale
È figlio di David Lloyd, noto sceneggiatore per sit-com (tra cui Cin cin, Frasier e Wings) ed è stato sposato con l'attrice Arleen Sorkin, con cui ha avuto 2 figli, Eli e Owen.

## Filmografia come sceneggiatore
The Golden Girls
- "Second Motherhood"
- "The Sisters"
- "Dorothy's Prized Pupil"
- "Nothing To Fear But Fear Itself"
- "Strange Bedfellows"
- "The Artist"
- "Mixed Blessings"
- "The One That Got Away"
- "Scared Straight"
- "Blind Date"
- "Little Sister"

Wings
- "Marriage, Italian Style"
- "The Taming of the Shrew"
- "Take My Life, Please"
- "Lifeboat"
- "It May Have Happened One Night"
- "Goodbye Old Friend"

Frasier
- "I Hate Frasier Crane"
- "Flour Child"
- "Fool Me Once, Shame On You..."
- "Dark Victory"
- "Shrink Rap"
- "Moon Dance"
- "The Show Where Diane Comes Back"
- "Mixed Doubles"
- "The 1000th Show" (con Joe Keenan)
- "Perspectives On Christmas"
- "Good Grief"
- "Rivals"
- "Something Borrowed, Someone Blue" (con Joe Keenan)
- "High Holidays"
- "Goodnight, Seattle" (con Joe Keenan)

Modern Family
- "Pilot" (con Steven Levitan)
- "Coal Digger"
- "Up All Night"
- "Manny Get Your Gun"